# Mecyclothorax
Mecyclothorax är ett släkte av skalbaggar. Mecyclothorax ingår i familjen jordlöpare.

## Dottertaxa tillMecyclothorax, i alfabetisk ordning[1]
- Mecyclothorax aeneus
- Mecyclothorax amaroides
- Mecyclothorax angusticollis
- Mecyclothorax apicalis
- Mecyclothorax argutor
- Mecyclothorax ater
- Mecyclothorax bembidicus
- Mecyclothorax bembidioides
- Mecyclothorax bicolor
- Mecyclothorax bradycellinus
- Mecyclothorax bradyderus
- Mecyclothorax brevis
- Mecyclothorax carteri
- Mecyclothorax chalcosus
- Mecyclothorax cognatus
- Mecyclothorax constrictus
- Mecyclothorax cordaticollis
- Mecyclothorax crassus
- Mecyclothorax curtipes
- Mecyclothorax cymindicus
- Mecyclothorax daptinus
- Mecyclothorax debilis
- Mecyclothorax deverilli
- Mecyclothorax discedens
- Mecyclothorax ducalis
- Mecyclothorax exilis
- Mecyclothorax filipes
- Mecyclothorax flavomarginatus
- Mecyclothorax gracilis
- Mecyclothorax heleakalae
- Mecyclothorax inaequalis
- Mecyclothorax incompositus
- Mecyclothorax insolitus
- Mecyclothorax interruptus
- Mecyclothorax irregularis
- Mecyclothorax iteratus
- Mecyclothorax karschi
- Mecyclothorax konanus
- Mecyclothorax laetus
- Mecyclothorax lahainae
- Mecyclothorax longulus
- Mecyclothorax macrops
- Mecyclothorax micans
- Mecyclothorax microps
- Mecyclothorax minor
- Mecyclothorax molokaiae
- Mecyclothorax molops
- Mecyclothorax montivagus
- Mecyclothorax multipunctatus
- Mecyclothorax mundanus
- Mecyclothorax munroi
- Mecyclothorax nubicola
- Mecyclothorax obscuricolor
- Mecyclothorax obscuricornis
- Mecyclothorax occultus
- Mecyclothorax oculatus
- Mecyclothorax ohuensis
- Mecyclothorax ovipennis
- Mecyclothorax palustris
- Mecyclothorax paradoxus
- Mecyclothorax paravus
- Mecyclothorax parvus
- Mecyclothorax pele
- Mecyclothorax perkinsi
- Mecyclothorax perkinsianus
- Mecyclothorax perpolitus
- Mecyclothorax perstriatus
- Mecyclothorax platysminis
- Mecyclothorax proximus
- Mecyclothorax pusillus
- Mecyclothorax quadratus
- Mecyclothorax robustus
- Mecyclothorax rotundicollis
- Mecyclothorax rusticus
- Mecyclothorax scaritoides
- Mecyclothorax sharpi
- Mecyclothorax simiolus
- Mecyclothorax sobrinus
- Mecyclothorax subconstrictus
- Mecyclothorax subunctus
- Mecyclothorax tantalus
- Mecyclothorax terminalis
- Mecyclothorax unctus
- Mecyclothorax varipes
- Mecyclothorax vitreus
- Mecyclothorax vulcanus